# Gibbaranea bituberculata
Espèce
Synonymes
- Aranea bicornuta Martini & Goeze, 1778
- Aranea bicornis Gmelin, 1789
- Aranea bituberculata Walckenaer, 1802
- Aranea dromaderia Walckenaer, 1802
- Aranea albo-arcuata Panzer, 1804
- Epeira furcata Walckenaer, 1826
- Epeira lepechini Krynicki, 1837
- Epeira melo Krynicki, 1837
- Epeira ornata Canestrini, 1868 nec Blackwall, 1850
- Epeira canestrinii Thorell, 1873
- Araneus dromedarius cuculliger Simon, 1909
- Aranea bituberculata strandiana Kolosváry, 1936

Gibbaranea bituberculata est une espèce d'araignées aranéomorphes de la famille des Araneidae. En français, elle est appelée Épeire dromadaire.

## Distribution
Cette espèce se rencontre en Europe, en Afrique du Nord, en Turquie, en Israël, en Irak, en Iran, en Inde, en Asie centrale, en Russie jusqu'en Sibérie, en Chine et au Japon.

## Description
Les mâles mesurent de 4,8 à 5,7 mm et les femelles de 6,2 à 8,9 mm.

## Systématique et taxinomie
Cette espèce a été décrite sous le protonyme Aranea bituberculata par Walckenaer en 1802. Elle est placée dans le genre Gibbaranea par Archer en 1951.
Epeira ornata Canestrini, 1868, préoccupée par Epeira ornata Blackwall, 1850, remplacé par Epeira canestrinii par Thorell en 1873, a été placée en synonymie par Brignoli en 1983.
Epeira melo a été placée en synonymie par Marusik en 1985.
Aranea bituberculata strandiana a été placée en synonymie par Breitling, Bauer, Schäfer, Morano, Barrientos et Blick en 2016.
Araneus dromedarius cuculliger a été placée en synonymie par Lissner et Bosmans en 2016.
Gibbaranea bituberculata est l'espèce type du genre Gibbaranea.

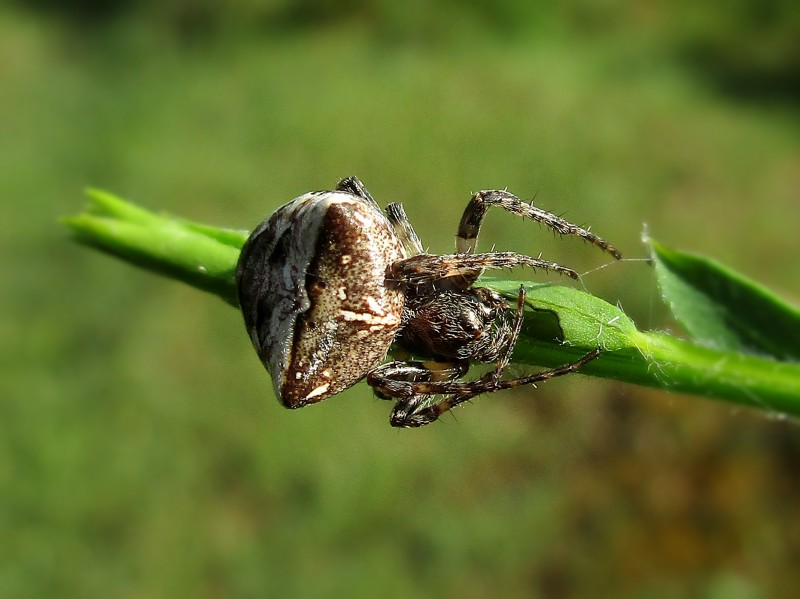
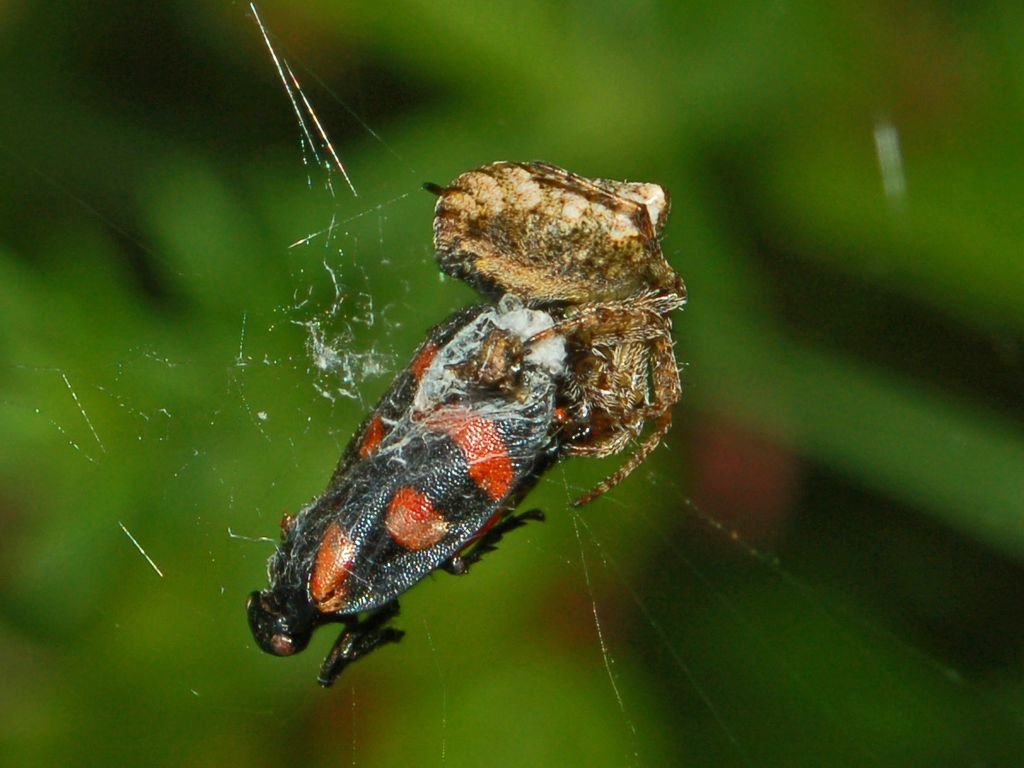
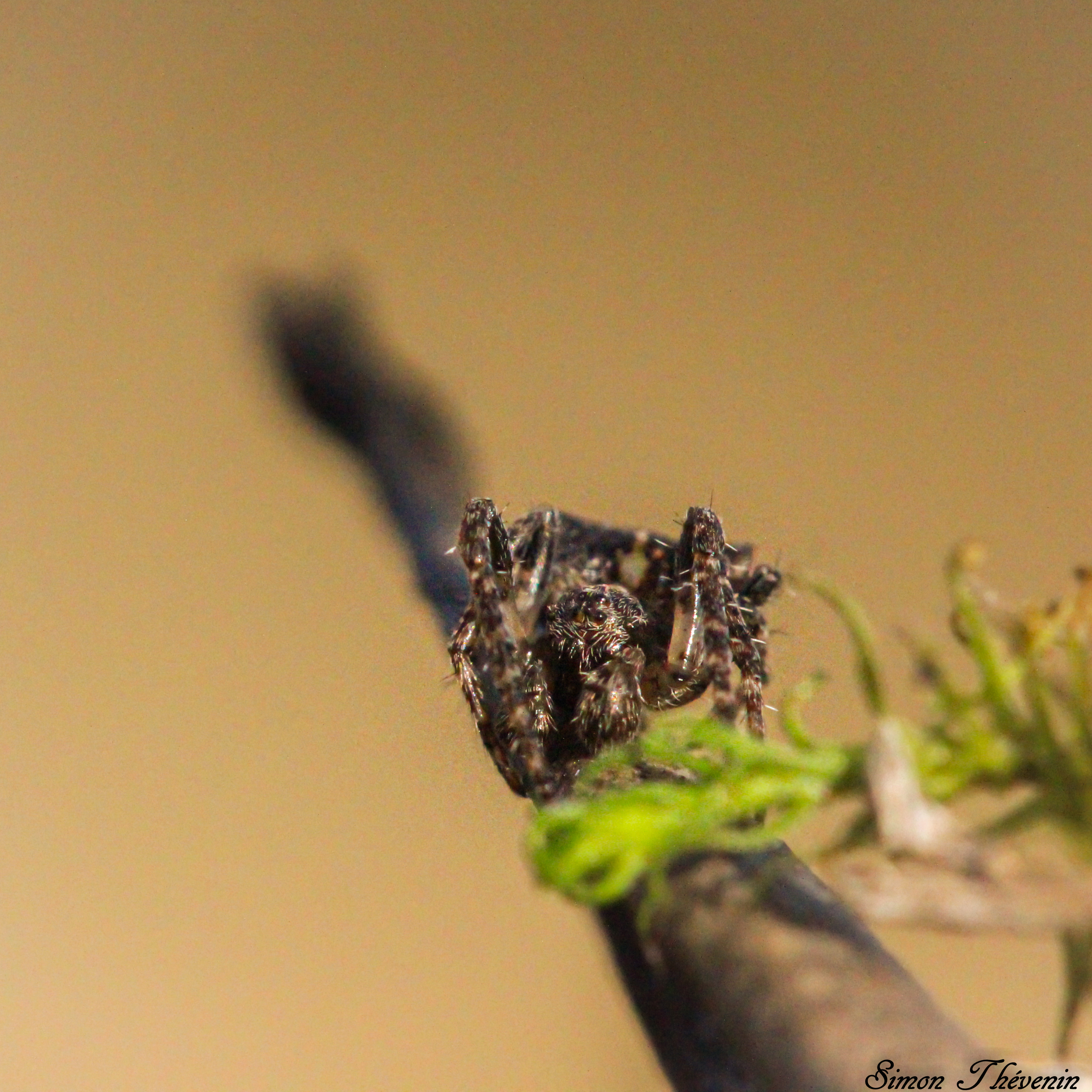
Mâle Gibbarenea bituberculata vu de face, à Cadenet.
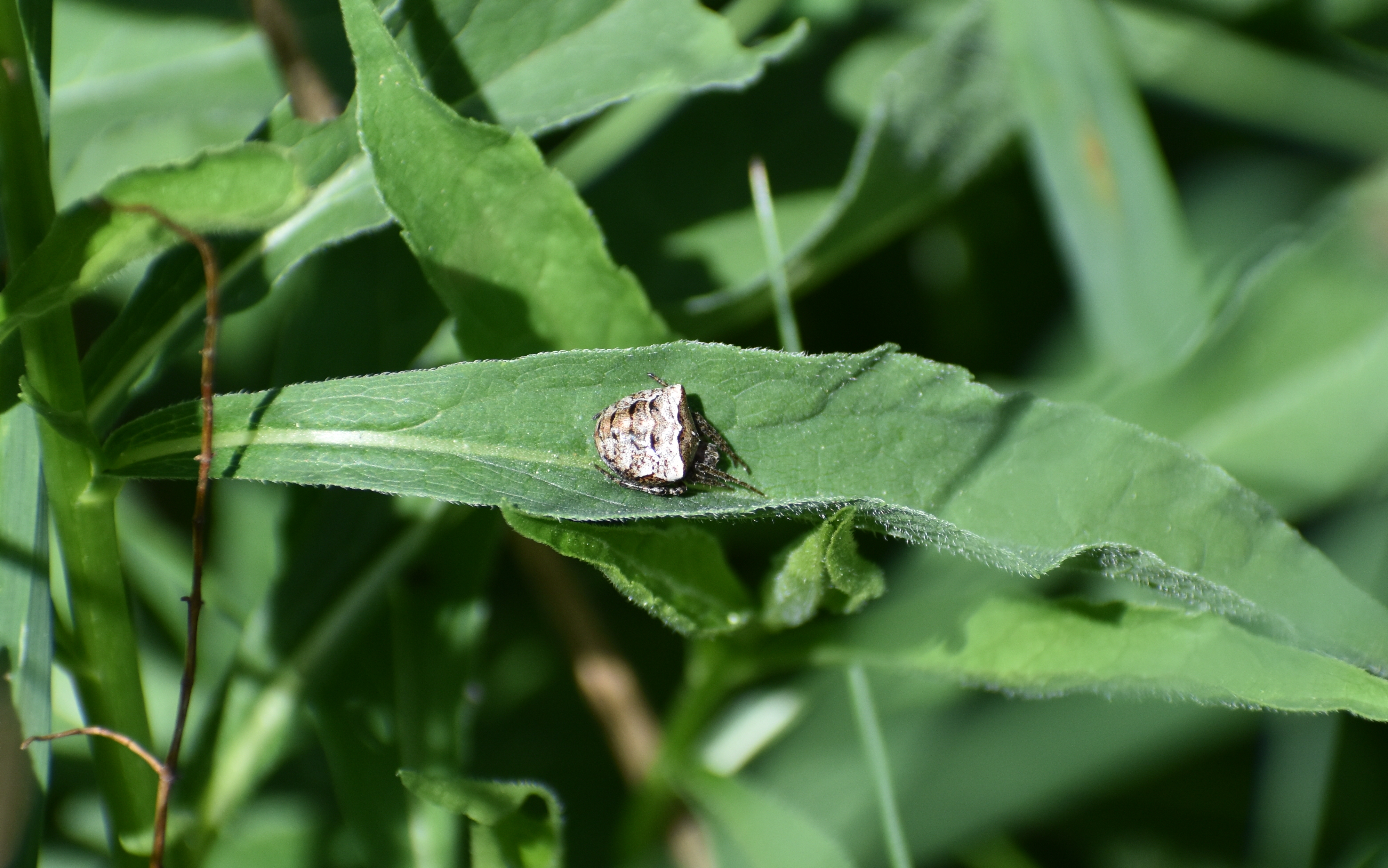

## Publication originale
- Walckenaer, 1802 : Faune parisienne. Insectes. ou Histoire abrégée des insectes des environs de Paris. Paris, vol. 2, p. 187-250.